# Agamana
Agamana là một chi bướm đêm thuộc họ Erebidae.

## Loài
- Agamana callixeris Lower, 1903
- Agamana cavatalis Walker, [1866]
- Agamana conjungens Walker, 1858
- Agamana pergrata Turner, 1933
- Agamana sarmentosa Felder & Rogenhofer, 1874